# La Fille du lac
Pour plus de détails, voir Fiche technique et Distribution.
La Fille du lac (La ragazza del lago) est un film dramatique italien, premier long métrage réalisé par Andrea Molaioli et sorti en 2007. Son scénario est tiré du roman Le Regard d'un étranger de l'écrivain norvégien Karin Fossum.
Le film, sorti le 14 septembre 2007 en Italie, a remporté dix David di Donatello.

## Synopsis
Dans un village de montagne, Anna,belle jeune fille sportive,est retrouvée morte, nue près d'un lac. Tour à tour, sont suspectés son fiancé, un paysan, le père d'un enfant décédé... Le commissaire Sanzio, blessé par l'existence, mène l'enquête.

## Distribution
- Toni Servillo : Commissario Sanzio
- Denis Fasolo : Roberto
- Nello Mascia : Alfredo
- Giulia Michelini : Francesca
- Marco Baliani : Nadal
- Fausto Maria Sciarappa : Ispettore Lorenzo Siboldi
- Franco Ravera : Mario
- Sara D'Amario : Dott.ssa Giani
- Heidi Caldart : Silvia Nadal
- Alessia Piovan : Anna Nadal
- Nicole Perrone : Marta
- Anna Bonaiuto : Moglie di Sanzio
- Omero Antonutti : Padre di Mario
- Fabrizio Gifuni : Corrado Canali
- Valeria Golino : Chiara Canali
- Augusto Balliana : Fotografo scientifica
- Enrico Cavallero : Allenatore
- Sandra Cosatto : Madre di Roberto
- Daniele Griggio : Medico legale
- Maria Sole Mansutti : Madre di Marta
- Marzia Postagna : Zia di Marta
- Giuliano Zannier : Carlo